# Dubiaranea margaritata
Dubiaranea margaritata är en spindelart som beskrevs av Alfred Frank Millidge 1991. Dubiaranea margaritata ingår i släktet Dubiaranea och familjen täckvävarspindlar. Inga underarter finns listade i Catalogue of Life.